# Hermann von Salisch
Hans Ferdinand Albrecht Hermann von Salisch (Pomerânia, Alemanha, 1797 — Sapucaia do Sul, 6 de outubro de 1837) foi um militar e jornalista teuto-brasileiro.
Participou como granadeiro da Guerra da Cisplatina, depois capitão do Corpo de Estrangeiros do Império. Chegou à Colônia São Leopoldo entre 1824 e 1827. Casado em 17 de fevereiro de 1830, em Porto Alegre, com Maria Vitorina Pereira, filha do sargento-mor Vitorino Pereira Coelho e Maria Joaquina da Conceição.
Ao iniciar a Revolução Farroupilha, já partidário dos republicanos, foi enviado à Colônia São Leopoldo como diretor. Em 15 de janeiro de 1836 deixa o cargo e tranfere-se para Porto Alegre, ainda tomada pelos farroupilhas.
Percebendo a importância de um jornal para a arregimentar colonos à causa farroupilhas, resolveu fundar seu próprio jornal, O Colono Alemão, o primeiro periódico destinado para os colonos alemães no Rio Grande do Sul, fundado em 3 de fevereiro de 1836. Apesar dos planos de ser bilingue, foi publicado somente em português porque na tipografia não tinha tipos e sinais góticos.
Junto com outros imigrantes como o major Otto Heise, Friedrich Christian Klingelhöfer, além do francês João Antônio Sarrasin, liderou os colonos alemães na Revolução Farroupilha.
Segundo o registro evangélico de seu falecimento foi assassinado à traição, sendo sepultado pelo pastor farrapo Klingelhöfer.